# Pityriasis versicolor
Pityriasis versicolor eller tinea versicolor (latin: pityriasis ’fjäll’, versicolor ’byta färg’ och tinea ’svampinfektion’) är en hudsjukdom. Den beror på en jästliknande svamp Malassezia furfur (tidigare kallad Pityrosporum ovale) som trivs i hudens yttre lager. Den uppkommer ofta på hals, mage, rygg, armhålor och i armveck. Svampen uppkommer som mörka eller ljusa (beroende på hudton) fläckar på huden och kan flyta ihop med andra fläckar. Sjukdomen smittar ytterst sällan.
Sjukdomen kan behandlas med till exempel Selukos. När behandlingen är klar blir de före detta smittade områdena ofta vita, vilket beror på att pigment inte har kunnat bildas där svampen levt, men solar man får huden normal färg igen. 
Har man en gång haft sjukdomen kan den återkomma men tendensen minskar med upprepad behandling.